# Empirische Sonderpädagogik
Die Empirische Sonderpädagogik (Abkürzung ESP) ist eine seit 2009 erscheinende wissenschaftliche Fachzeitschrift, deren Fokus auf der Publikation empirischer Forschungsarbeiten aus allen Bereichen der schulischen und außerschulischen Sonderpädagogik liegt. Sie erscheint vierteljährlich bei Pabst Science Publishers unter CC-BY-NC-Lizenz. Sie ist damit eines der ältesten diamantenen Open Access Journale in den deutschsprachigen Erziehungswissenschaften.

## Inhalt
Die Empirische Sonderpädagogik publiziert empirische Originalarbeiten und Replikationsstudien aus dem gesamten wissenschaftlichen Themenbereich der Sonderpädagogik. Alle Beiträge durchlaufen ein doppelblindes Begutachtungsverfahren mit mindestens zwei unabhängigen Gutachten. Die Beiträge bilden die für die Sonderpädagogik typische große Bandbreite fachlicher Perspektiven und unterschiedlicher methodischer Ansätze ab.
Inhaltlich werden berücksichtigt:
- alle Formen von Behinderung und deren Prävention
- Formen der Marginalisierung und Benachteiligung in Bildungsinstitutionen
- inklusive Bildung und Erziehung
- die gesamte Lebensspanne
- unterschiedliche pädagogische und institutionelle Rahmenbedingungen und Lernumgebungen sowie informelle pädagogische Settings

## Ziele und Anspruch
Die Hauptkriterien des Begutachtungs- und Auswahlprozesses der Beiträge sind die Bedeutung für das Feld der Sonderpädagogik sowie die wissenschaftliche und methodische Qualität der Arbeiten. Es ist das Ziel der Herausgeber und des wissenschaftlichen Beirats der Empirischen Sonderpädagogik eine qualitativ hochwertige, durch Experten begutachtete Fachzeitschrift zu publizieren, welche die bedeutendste und aktuellste Forschung im Bereich der Sonderpädagogik enthält.
Die Empirische Sonderpädagogik hat sich den Grundsätzen offener Wissenschaft verpflichtet. Sie erscheint als diamantene Open Access-Publikation, also vollständig offen und kostenfrei für Autoren sowie die Leserschaft. Die Empirische Sonderpädagogik soll einen Beitrag leisten Open-Science-Praktiken sichtbarer zu machen. Sie beteiligt sich an der Erprobung und Entwicklung innovativer Publikationsformate und Begutachtungsprozesse.

## Herausgeber
- Matthias Grünke (Universität zu Köln), seit 2009
- Timo Lüke (Universität Kassel), seit 2015
- Jürgen Wilbert (Universität Münster), seit 2009